# Turcople
Turcople (plural turcopols, turcoples, turcopoles, turcopolis, turcopels) és el terme amb què es coneixia als membres de la soldadesca mercenària d'origen turc (el nom prové del grec medieval τουρκoπουλος, turkopo[u]loi = 'fill de turcs'), i que lluitaven per l'Imperi Romà d'Orient i pels llatins als Balcans, a Xipre, a Rodes i a l'Orient Pròxim, entre els segles xi i xiv. Els turcoples formaven un cos de cavalleria lleugera i estaven al servei sobretot dels diverses ordes militars establerts a Xipre, Jerusalem, Rodes, etc., durant les Croades (segles xi i xiii).

## Història

### Els primers turcoples
La primera vegada que s'esmenta un turcopol es fa referència a un monjo del mont Atos anomenat Sergi Turcopul, un musulmà convertit (1082). Tatikios fou el més cèlebre turcopol de l'Imperi Romà d'Orient (1078 a 1099/1103) que va lluitar contra normands, seljúcides, petxenegs i cumans al servei de l'Imperi Romà d'Orient, passant després al servei de la Primera Croada. L'exèrcit romà d'Orient segui comptant amb els serveis dels turcoples com a tropes auxiliars.

### A les croades
Les tropes croades tingueren el seu primer encontre amb els turcoples durant la Primera Croada. La host turcople formava part de l'exèrcit romà d'Orient en condició de tropes auxiliars. La majoria d'aquests eren fills de pare turc i mare grega i eren, almenys nominalment, cristians en gran part. Les unitats turcoples que acompanyaren l'exèrcit romà d'Orient en la primera croada podrien haver inspirat el model que seguiren els estats croats en la contractació de tropes auxiliars de cavalleria lleugera formades per indígenes d'aquests.
En els estats croats les tropes turcoples no eren necessàriament formades per turcs o mestissos, la gran majoria provenien de reclutament de seljúcides cristianitzats, o de sirians.
A Terra Santa, les tropes turcoples serviren com a cavalleria lleugera fent funcions d'exploradors, fustigadors, arquers a cavall i en alguna ocasió com a segona línia de càrrega rere la cavalleria pesant. Les tropes equipaven armadures lleugeres (usualment un plastró encoixinat i casc cònic d'acer) i anaven armades amb llances i arcs, les muntures que cavalcaven eren més lleugeres i ràpides que els cavalls de les tropes occidentals.
En els ordes militars les tropes turcoples que aquests empraven estaven sota el comandament del turcopler, que era designat per les seves tropes. Malgrat que quan no estaven en batalla les tropes turcoples eren sotmeses a diverses restriccions, entre elles la impossibilitat de menjar en la mateixa taula que altres soltats muntats, el turcopler mantenia un rang dins el comandament templer superior als sergents de l'ordre. El turcopler reportava directament al Gran Mestre o al Mariscal durant la batalla, i en batalla comandava les tropes turcoples i als germans sergents.
Els Mamelucs consideraven als turcoples com a traïdors i apostates i mataven a tot turcople que era capturat. El 1291 amb la caiguda de Sant Joan d'Acre, el darrer bastió dels Croats a Terra Santa, els turcoples supervivents, seguint els ordes militars, s'establiren a Xipre amb l'Orde del temple i a Rodes i Malta amb els hospitalers. Així mateix l'Orde Teutònic nomenà a la seva pròpia cavalleria lleugera amb el nom de "Turkopolen", deixant constància del gran prestigi que adquiriren aquestes tropes.

### Als estats llatins
Des de 1204 els llatins van tenir al seu servei grups de turcoples. Els emperadors Miquel VIII (1261-1282) i Andrònic II (1282-1328) els van utilitzar contra els catalans i contra els senyors autònoms de Tessàlia (1268-1275) i contra els llatins a Morea (1263-1264). El fet que les tropes de turcoples es trobessin integrades en l'estructura del dit exèrcit va facilitar el fet que entressin en contacte amb la Companyia Catalana d'Orient, Aquesta arribà a comptar dins les seves files amb 1.000 turcoples, tot i que tropes turcoples formaren part en l'assassinat de Roger de Flor i el seu seguici, el dia 4 d'abril de 1305, a Adrianòpolis (l'actual Edirne) i unitats turcoples integraren l'exèrcit que dirigí les sagnants represàlies romanes d'Orient contra aquesta, d'altres unitats s'uniren posteriorment (1306) a la Companyia en el transcurs dels fets coneguts com la Venjança Catalana i seguiren a la companyia al llarg del seu periple des de la Tràcia fins a Atenes. Veient que els catalans i aragonesos resolen d'assentar-se en el ducat els turcoples abandonen el servei a la companyia, i, capitanejats per Malik, una part entraren al servei del principat de Sèrbia, mentre 1300 homes i 800 genets comandats per Halil Paixà ocuparen Tràcia, on els habitants locals no podien conrear les seves terres, ja que els turcoples estaven saquejant i robant el camp.

### A Xipre i Rodes
A Xipre foren contractats per Guiu de Lusignan. Grups turcopols van ajudar els cavallers de Sant Joan de Jerusalem a conquerir Rodes (1306-1310) i després per vigilar les costes. L'oficial que manava als turcopels era el turcopolier.
Dirigits per Halil Pasha, saquejaven i robaven els camps i van ser finalment confinats a la Península de Gal·lípoli, on van ser derrotats de manera decisiva en la batalla de Gal·lípoli el 1312 per l'exèrcit del Regne de Sèrbia, enviat per Stefan Milutin, i les tropes de l'Imperi Romà d'Orient.

## Supervivència moderna
El Priorat dels Cavallers Maçons de Malta designa un "Turcopler".